# Tsuyoshi Ogata
Tsuyoshi Ogata (jap. 尾方剛 Ogata Tsuyoshi; ur. 11 maja 1973 w Kumano, w prefekturze Hiroshima) -  japoński lekkoatleta specjalizujący się w biegach długodystansowych, także w maratonie.
W sierpniu 2005 zdobył brązowy medal na mistrzostwach świata w Helsinkach w biegu maratońskim, ulegając tylko Marokańczykowi Dżawadowi Gharibowi i reprezentantowi Tanzanii Christopherowi Isegwe Njungudzie.

## Osiągnięcia
| Rok  | Zawody             | Miejsce             | Pozycja    | Dystans |
| ---- | ------------------ | ------------------- | ---------- | ------- |
| 2005 | Mistrzostwa Świata | Helsinki, Finlandia | 3. miejsce | maraton |

## Rekordy życiowe
| Konkurencja | Data             | Miejsce   | Czas     |
| ----------- | ---------------- | --------- | -------- |
| 3000 m      | 26 czerwca 2004  | Shibetsu  | 8:01.86  |
| 5000 m      | 10 maja 2003     | Osaka     | 13:31.46 |
| 10000 m     | 25 kwietnia 2004 | Kobe      | 28:05.76 |
| Półmaraton  | 10 marca 2002    | Yamaguchi | 1:01:50  |
| Maraton     | 7 grudnia 2003   | Fukuoka   | 2:08:37  |